# Christof Leng

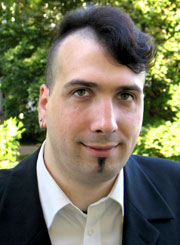
Christof Leng.

Christof Leng, nacido el 14 de septiembre de 1975 en Friedberg, Hesse, es un político e informático alemán. Fue cofundador y fue el primer presidente del Partido Pirata de Alemania (en alemán, Piratenpartei Deutschland) desde septiembre del 2006 hasta mayo del 2007.